# Velódromo de Bellville
El Velódromo de Belville (en inglés: Bellville Velodrome) es un velódromo cubierto de usos múltiples y de 250 metros, ubicado en Bellville (a unos 25 kilómetros a las afueras del centro de Ciudad del Cabo), en Sudáfrica. El velódromo fue desarrollado inicialmente para la candidatura olímpica de Sudáfrica, siendo este lugar sede de los Campeonatos del Mundo de Ciclismo de la Federación en 1999. El proyecto se completó en 9 meses desde su inicio. El Velódromo cuenta con un forro de sofito con tratamiento acústico para propósitos musicales y otros eventos de entretenimiento. El recinto fue diseñado como un desarrollo por etapas con una capacidad en su finalización de un máximo de 10.200 asientos.